# ランチェスター短機関銃

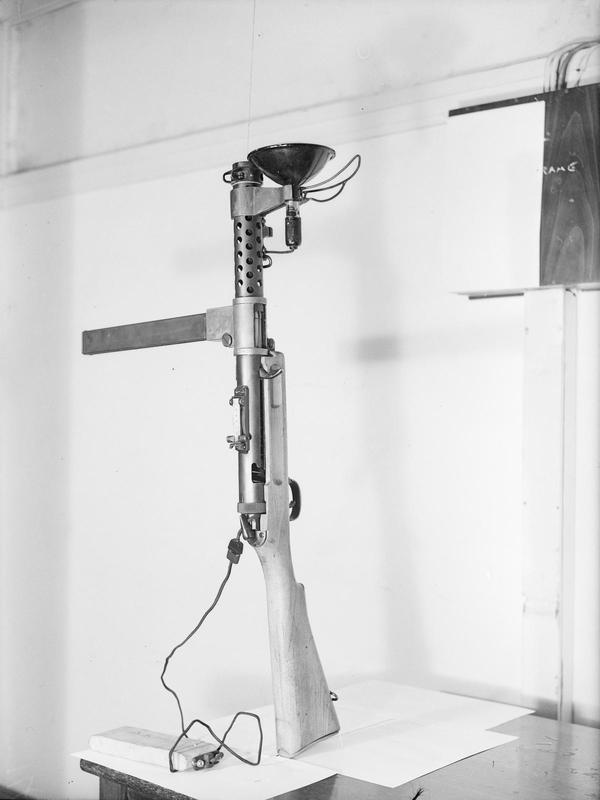
夜間活動用のライトを取り付けたランチェスター短機関銃

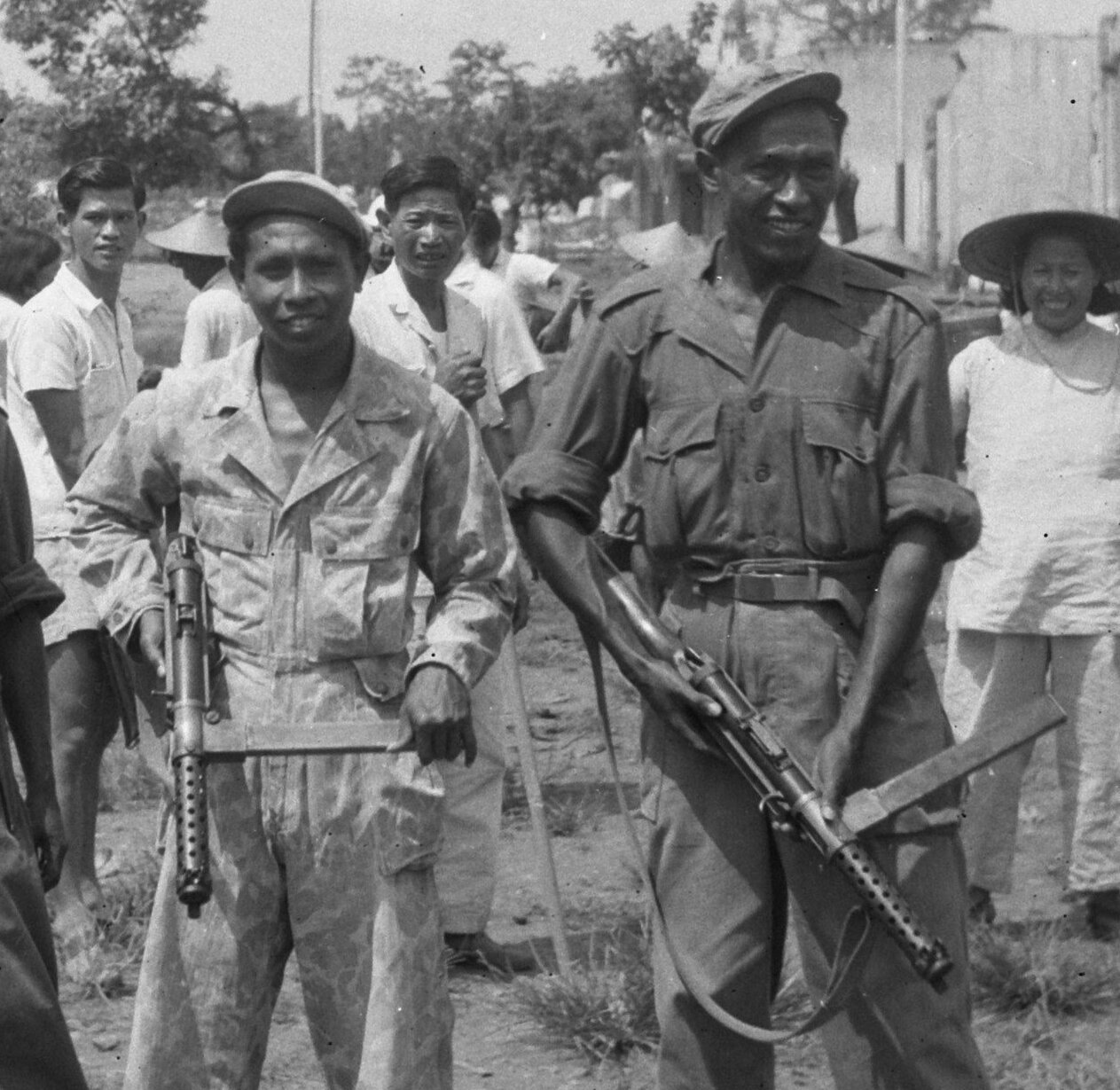
蘭印陸軍の兵士。右の兵士はランチェスターMk.1を、左の兵士はMk.I*を手にしている（1948年）

ランチェスター短機関銃（ランチェスターたんきかんじゅう、Lanchester Submachine gun）は、1941年から1945年にかけて、スターリング・アーマメント社により製造されていた短機関銃である。ドイツ製短機関銃MP28/IIのコピー製品。主に第二次世界大戦中のイギリス海軍によって使用された。また、当初は「サブマシンガン」ではなく「マシンカービン」（Machine Carbine）と呼ばれていた。

## 概要
ドイツ製短機関銃MP28/IIを原型に改良を加えたもので、設計を担当したジョージ・ハーバード・ランチェスター技師に因み、一般にランチェスター短機関銃と呼ばれる。
MP28/IIと基本的な構造は共通するが、外見上の差異としてはMk.Iモデルのセレクターの位置や機関部後方を銃床に固定するロックキャッチ部、銃把と銃床の形状、1907年式銃剣用の着剣装置などがある。また、初期型にはコッキングハンドルを固定する簡素な安全装置も設けられていた。全長はMP28/IIよりも1.5インチほど長く、重量も1.4ポンドほど重かった。
同時期に使用されたステン短機関銃とは対照的に、ランチェスターは堅実な設計を高品質の材料で実現した短機関銃だった。大部分がイギリス海軍に支給され、捕虜の護送、乗船臨検、それに伴う水兵の陸上活動や戦闘といった用途に用いられた。

## 歴史
対独宣戦布告を行った1939年9月の時点で、イギリス軍は短機関銃を採用していなかった。長らく主力歩兵銃の座にあったリー・エンフィールドは優れた射撃精度を誇る小銃であり、これと対照的に中近距離の戦闘に特化した短機関銃の重要性は認められていなかった。
1940年5月から6月にかけて行われたダンケルク撤退以降、イギリス全軍において様々な小火器の需要が生じていた。当時調達可能な短機関銃はアメリカ製トンプソン短機関銃のみであった。しかし、Uボートによる大西洋上での通商破壊作戦が激化する中、レンドリース法に基づいてアメリカから送られた装備の大部分は輸送中に失われ、イギリスに到着したトンプソン短機関銃の全てが陸軍に配備されていた。このため、空軍および海軍は独自に短機関銃を調達しなければならなかった。
1940年初頭までに、イギリスは財政難のため、追加のトンプソン短機関銃を購入することが困難になった。8月12日の会議では、短機関銃不足への対策として、ドイツ製の「9mmシュマイザーカービン」（MP28/II）をコピーして生産することが好ましいとされた。このドイツ製短機関銃は、製造が容易かつ使用方法も明解で、200ヤード程度までの距離で正確な射撃を行うことができた。
1940年夏、スターリング・アーマメント社は4ヶ月以内の試作型提出を条件とする新規短機関銃設計の契約を請け負う。設計責任者には同社に出向中だったジョージ・ランチェスター技師が選ばれた。彼は、同名の自動車会社を設立したフレデリック・ランチェスターの実弟で、自身ランチェスター社やアルヴィス社などで自動車・軍用車両開発に携わったベテラン技術者であった。
ジョージ・ランチェスターは、既にイギリスを含む世界各国に輸出され性能が証明されているドイツ製短機関銃MP28に改良を加える形で設計を行い、1940年11月から海軍による試験運用が始まった。なお、この時点までにナチス・ドイツのイギリス本土侵攻作戦頓挫が明らかになっていたこともあり、空軍は新規短機関銃計画から外れている。
ランチェスターの採用にあたり、十分な9mmパラベラム弾を製造しうる施設がイギリス国内には存在しなかったため、アメリカに対し1.1億発分の注文が行われた。緊急時には敵側から鹵獲した弾薬を使用することも想定されていた。
制式採用は1941年晩秋になってからだった。記録された最初の実戦使用は同年12月で、陸軍所属の第3コマンド部隊がノルウェー方面で展開した特殊作戦（クレイモア作戦、アーチェリー作戦）の際、海軍から借り受けた4丁のランチェスターを使用したという。ほとんどのランチェスターは海軍に配備されていたが、コマンドスでも少数ながら使用された。長距離砂漠挺身隊隊員の中にも愛用者がいたという。
実際に配備が始まると、当初想定されていたほど安価でもなければ製造が容易でもないことが明らかになり、コストの削減と製造効率の向上のため、何点かの簡素化が図られた。例えば、マガジンハウジングは元々鋼鉄製だったが、製造が困難であったため、真鍮鋳造に改められている。セレクティブ・ファイア機能もMk.I*モデルで廃止され、フルオート射撃のみ可能となった。この際にコッキングハンドルも単純な棒状のものに改められている。Mk.Iモデルの大部分はMk.I*モデルに改修されたため、元の状態のまま現存するものは少ない。トリガーハウジングやリアサイトは元々ネジ止めされていたが、射撃時の振動でネジが緩むという問題が指摘されていたことと簡素化のため、後には直接機関部に溶接されるようになった。銃床のバットプレートは当初真鍮製だったが、後に鋼鉄製に改められ、最終的にはザマック合金製となった。
ライバルは同時期に設計されたステン短機関銃だった。本土侵攻に備えて設計されたステンは全体的な性能こそランチェスターに劣っていたが、非常に生産性が高く安価であり、また軽量だった。そのため、陸軍および空軍ではランチェスターではなくステンを主力短機関銃に選んでいたのである。ステンに対抗するべくランチェスターの軽量化モデルも試作された。これは設計を手がけたジョージ・ウィリアム・パチェット技師の名からパチェット・ガン（Patchett gun）と通称され、後にスターリング短機関銃の原型となった。
ランチェスターの生産数自体は限られていたものの、使用者からはおおむね好評だった。海軍では戦後も長い間使用され、正式な退役宣言は1979年になってからだった。
退役後、多くのランチェスターは諸外国に売却された。これらには2つの大きな矢印の記号（ポイント・トゥ・ポイント。六芒星に似た記号）が製造番号の前に刻印されている。この記号はしばしばSの記号と合せて「Sold out of Service（軍放出品）」を意味するとされる。

## 動作
ランチェスターはオープンボルト、ブローバック方式の自動火器である。Mk.1はセレクティブ・ファイア機構を備え、引き金前方にセレクタレバーがあった。これは原型のMP28/IIと異なる配置である。省力型のMk.I*ではフルオート射撃のみ可能である。管状の機関部は木製銃床の前部に取り付けられており、分解やメンテナンス時の利便性を考慮し、前方に回転させるように軸が設けられていた。木製銃床はリー・エンフィールド小銃のそれに倣った形状で、銃口中央下部に着剣具が設けられ、1907年式銃剣が着剣可能である。清掃に用いる真鍮製オイル缶が銃尻に格納されているが、これもリー・エンフィールド小銃と同様だった。
Mk.1はライフル様式のリアサイトを備えており、100 - 600ヤードの範囲で照準距離を調整可能だった。一方、Mk.1*は極めて簡略化された跳ね上げ式リアサイトを備えており、100ヤードと200ヤードのどちらかに切り替えることができた
機関部に設けられた手動安全装置はロックカット式で、これによりボルトハンドルは開放位置で固定される。しかし、オープンボルト式の自動銃に共通する問題として、この状態で銃を落とすなど衝撃を与えると暴発しやすい事が後に明らかになった。
50発箱型弾倉により9mmパラベラム弾を左側の弾倉装填部から供給し、薬莢は右側に排出される。この50発弾倉を3本収める専用の弾倉袋も作られた。ステン用に開発された32発箱型弾倉を使用することも可能だった。弾倉を取り外すには機関部上のキャッチボタンを押す。

## 生産
最初の生産契約は1941年6月13日に交わされ、海軍向けに50,000丁のランチェスターが製造された。最後の生産契約は1943年10月9日に交わされた。こうして28ヶ月の間、平均して月あたり3,410丁が製造された。スターリング社は1～9999および(S)A1～A64580までの製造番号を記録している。多くのMk.1は戦争が始まってからMk.1*に改修された。この変更はモデルごとの生産数の確認を極めて困難にしている。
ランチェスターの組立工場は4つあったが、実際の組立契約は3企業のみと交わされた。スターリング社では、ダゲナムのスターリングエンジニアリング有限会社（工場コードS109）とノーサンプトンのスターリングアーマメント社（工場コードM619）で分割してランチェスターの生産を行った。
工場コードごとの生産数：
- スターリング社（コードS109およびコードM619）：約74,579丁
- グリーナー社（コードM94）：約16,990丁
- ボス社（コードS156）:約3,900丁

初期生産型は製造番号にS、A、SAのいずれの接頭辞も刻印されていない。
1丁あたりの価格は14ポンドと高価で、また生産効率もステンに比べると劣っていた。ステンMk.IIの平均月間生産数は47,000丁にのぼった。

### 刻印について
ランチェスターの製造年は、弾倉装填部にある軍用証明マークの横に、とても見づらい小さな数字で刻印されている。
例えばスターリング製ランチェスターMk.1の場合は、次のように刻印されている：
- Lanchester
- MK.1
- SA.
- XXXX（製造番号）

Sはスターリング製を意味し、Aは製造番号の接頭辞である。

## 使用国
- イギリス[4]
- オランダ[4]
  - オランダ領東インド[4]